# Варан Сторра
Варан Сторра (лат. Varanus storri) — вид ящериц из семейства варанов.

## Этимология
Видовое название storri этот варан получил в честь австралийского герпетолога Глена Милтона Сторра.

## Описание
По размерам, окрасу и рисунку на коже этот вид напоминает карликового варана.

## Распространение
Населяет Квинсленд и запад Кимберли в Австралии.